# توازن الماء
في علم المياه، مسألة توازن الماء (بالإنجليزية: Water balance)‏، تستخدم لوصف تدفق الماء في النظام المائي أو خارجه مثل عمود التربة أو حوض التصريف، وكذلك يشير توازن الماء إلى طرق حفظ المياه في الكائنات الحية مثل النباتات أو المفصليات في الظروف المناخية الحارة أو الجافه حيث أنه هناك كائنات تملك طبقة شمعية دهنية تحد من فقد المياه بكمية كبيرة.

## توازن الماء رياضيا
نوقشت مسألة توازن المياه في الهيدرولوجيا الزراعية بشكل واسع، ويمكن حسابها رياضيا بالعلاقة التالية:
P = Q + E + ΔS
حيث أن:
P: هطول الأمطار
Q : الجريان السطحي
E: التبخر
ΔS: تغير مخزون الماء في التربة أو الطبقات الجوفية
استخداماته
في عام 1940 [3]وضعت نماذج بيانية للتوازن المائي توضح مناطق هطول الأمطار والتبخر شهريا، ومن خلال هذه النماذج تم وضع طرق للحفاظ على توازن الماء.
1-	المساعدة في إدارة إمدادات المياه
2-	معرفة المناطق التي يحدث فيها نقص للمياه
3-	تستخدم في الري
4-	تقييم الجريان السطحي [1]
5-	السيطرة على الفيضانات
6-	السيطرة على التلوث والقضاء عليه
7-	قد يستخدم في المستقبل في نظام الصرف المغطى (تحت التربة)
•	الأفقي باستخدام أنابيب أو الخنادق
•	العمودي باستخدام آبار الصرف [2]
8-	لتلبية الحاجة للمياه

## التطبيقات
•	تقييم مكونات دورة الماء
•	محاكاة ذوبان الثلوج
•	تقييم أثر تغير المناخ
•	تصميم المشاريع وإمكانية تنفيذها
•	تقييم إدارة المياه الزراعية

## أنواعه
•	نموذج يستخدم هطول الأمطار
•	نموذج يستخدم هطول الأمطار وتغير درجة الحرارة
•	نموذج يستخدم هطول الأمطار واحتمال حدوث عملية التبخر
•	نموذج يستخدم إدخال البيانات اليومية

## وصلات خارجية
- Article on water and salt balances: [1]